# Usbek & Rica (magazine)
Pour les personnages de Montesquieu, voir Lettres persanes.
Usbek & Rica est un magazine trimestriel français axé futurologie, fondé en 2010. Disponible en kiosque jusqu'à l'été 2020, il est depuis lors uniquement disponible sur abonnement payant et depuis fin 2015, publié en formule web.

## Description
Le projet Usbek & Rica est créé en 2008 par Jérôme Ruskin, étudiant à l'école supérieure de commerce de Lyon, en France. Après deux années préparatoires, la revue se concrétise en juin 2010, d'abord sous la forme d'une publication mook, inspirée de la revue XXI. La formule évolue pour devenir un magazine trimestriel, adossé à des activités événementielles comme notamment les conférences-spectacles « Tribunal des générations futures » et financé par des services destinés aux entreprises. Après une tentative infructueuse de rapprochement avec le magazine de datajournalisme Owni, l'entreprise, qui emploie alors six salariés et une vingtaine de prestataires réalise ses premiers bénéfices en 2013 avec 800 000 € de chiffre d'affaires, généré à 70 % par la réalisation de sites pour des marques comme EDF, Danone ou Bouygues Immobilier.
En octobre de la même année, le magazine, qui s'est donné pour slogan « Le magazine qui explore le futur », étend la diffusion de son contenu au web, avec la création de son site web usbeketrica.com.
En 2017, alors qu'il compte 3 000 abonnés et est diffusé entre 12 000 et 15 000 exemplaires par numéro, le magazine Usbek & Rica lance sa chaîne YouTube et sa série de podcasts gratuits diffusés sur SoundCloud et iTunes.
En février 2019, conséquence des révélations concernant la Ligue du LOL, le magazine a mis à pied le journaliste Guillaume Ledit.
En juillet 2020, le magazine annonce stopper sa distribution en kiosque pour n'être disponible que sur abonnement.
Depuis octobre 2022, le magazine a intégré le  groupe CMI France, détenu majoritairement par l'homme d'affaires tchèque Daniel Křetínský.
En octobre 2024, à l’occasion de la parution de son 45e numéro, la revue change de nom et devient FUTU&R.

## Identité visuelle

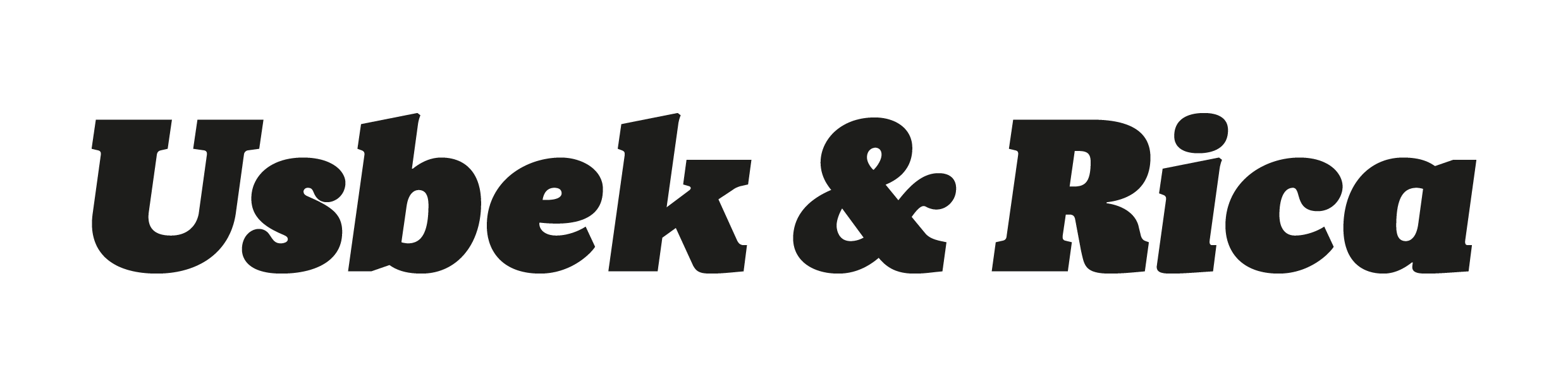
Logo Usbek & Rica avant 2020
Logo Usbek & Rica depuis 2020